# Inter caetera

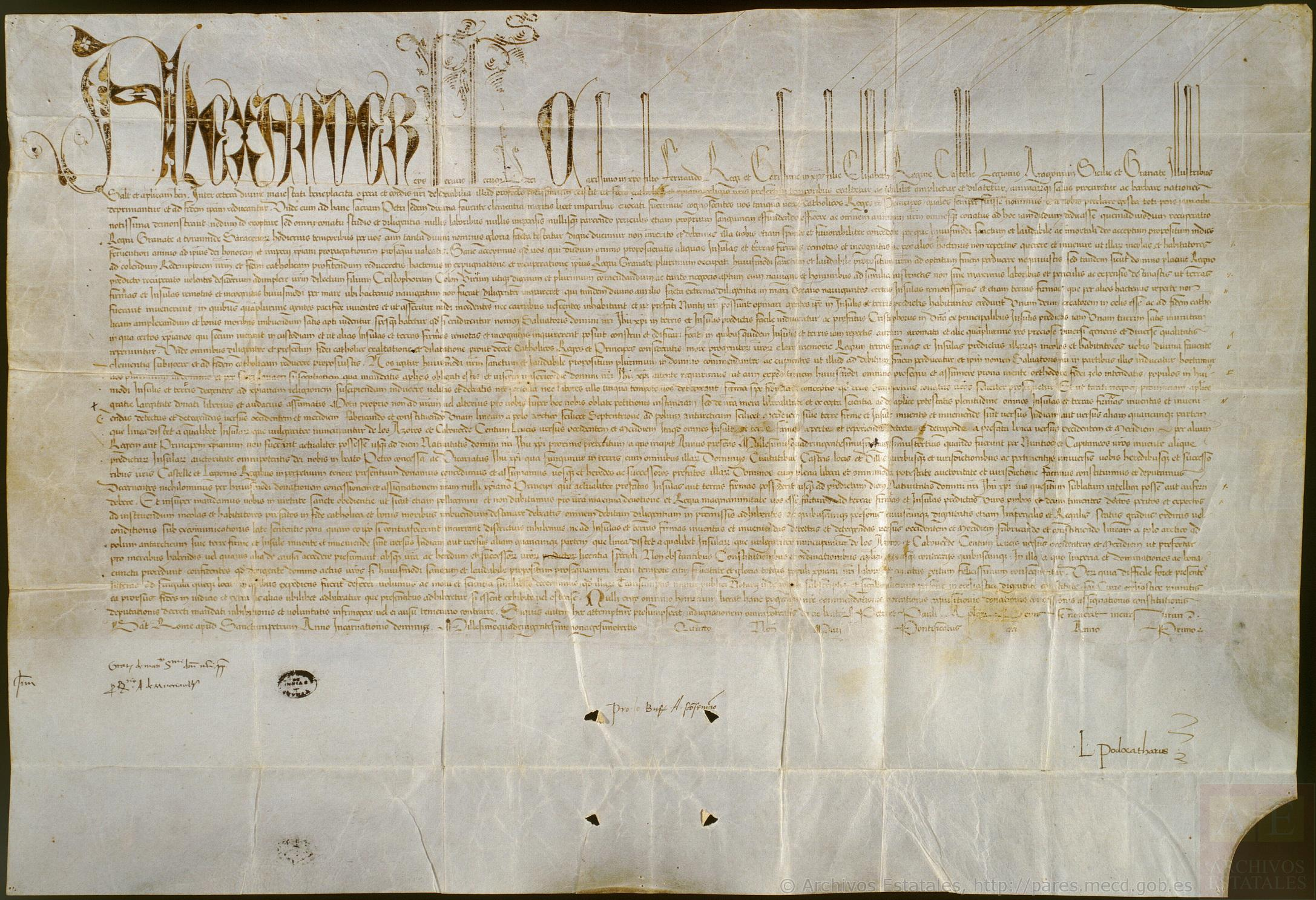
Inter caetera Dokument vom 4. Mai 1493 im Archivo General de Simancas

Inter caetera waren die Anfangsworte dreier päpstlicher Urkunden des 15. Jahrhunderts.
- In der Bulle Inter caetera vom 13. März 1456 bestätigte Papst Calixt III. u. a. die anhaltende Gültigkeit der Inhalte der Bulle Romanus Pontifex seines Vorgängers Nikolaus V.[1]
- In der Bulle Inter caetera vom 3. Mai 1493 übertrug Papst Alexander VI. den derzeitigen und zukünftigen Herrschern von Kastilien und Leon die Länder, die von Christoph Kolumbus entdeckt worden waren.[2]
- In der Bulle Inter caetera vom 4. Mai 1493, die die Bullen Inter caetera vom 3. Mai 1493 und die auf den 3. Mai datierte Bulle Eximiae devotionis ersetzte, grenzte der Papst die Gebiete Kastiliens und Portugals im 
Atlantischen Ozean durch eine Trennlinie voneinander ab.[3] In der Literatur ist mit „Inter caetera“ üblicherweise diese auf den 4. Mai 1493 datierte päpstliche Urkunde gemeint.

## Vorgeschichte
Bei der Rückkehr von seiner ersten Reise nach Amerika erreichte Kolumbus am 4. März 1493 Lissabon. Der portugiesische König Johann II. erhielt so Informationen über die Entdeckungen und schickte Ende April 1493 einen Botschafter an den Hof Königin Isabellas und König Ferdinands. Er forderte, dass Kastilien die durch Kolumbus in Besitz genommenen Gebiete an Portugal abtrete. Johann argumentierte, dass im Vertrag von Alcáçovas eine von Osten nach Westen verlaufende Linie auf der Höhe der Kanarischen Inseln vereinbart wurde. Alle Gebiete nördlich dieser Linie sollten Kastilien, alle Gebiete südlich dieser Linie Portugal zufallen. Königin Isabella und König Ferdinand nahmen sofort über ihren ständigen Botschafter in Rom Bernardino López de Carvajal Kontakt zu Papst Alexander VI. auf. Das Ergebnis der Verhandlungen war die Bulle Inter Caetera mit dem Datum 3. Mai 1493, die vermutlich am 17. Mai 1493 abgeschickt wurde. Da der Inhalt der Bulle von Königin Isabella und König Ferdinand offenbar als unzureichend angesehen wurde, ergaben neue Verhandlungen in Rom für Kastilien vorteilhaftere Präzisierungen und Zusätze in einer, auf den 4. Mai 1494 rückdatierten, Bulle Inter Caetera, die vermutlich im Monat Juni verfasst wurde.

## Inhalt

### Bulle Inter caetera vom 3. Mai 1493
Die Abfolge der Inhalte der Urkunde entspricht dem üblichen Schema.
Zu Beginn wird Alexander, Diener der Diener Gottes, als der Aussteller und Ferdinand und Isabella König und Königin von Kastilien, Leon, Aragonien und Granada als Adressaten genannt, gegrüßt und gesegnet. Daraufhin wird auf die zahlreichen bisherigen Leistungen Isabellas und Ferdinands für die Verbreitung des Glaubens, besonders auf die Eroberung Granadas hingewiesen. Als Nächstes wird auf die Entdeckungen der neuen Länder durch Christoph Kolumbus eingegangen, deren Einwohnern Ferdinand und Isabella den katholischen Glauben bringen wollen. Aus dem Grund gibt, gewährt und überträgt der Papst aufgrund der, nach seiner Überzeugung von ihm ausgeübten Vertretung Gottes auf der Erde, Ferdinand und Isabella sowie ihren Erben und Nachfolgern als Könige von Kastilien und León alle Länder, die von den Beauftragten des Königs und der Königin entdeckt wurden oder noch entdeckt werden. Im Gegensatz zu der Anrede, in der auch die Herrschaftsgebiete der Krone von Aragonien genannt werden, beschränkt sich die Angabe hier auf Kastilien und León (vobis heredibusque et successoribus vestris, Castelle et Legionis regibus). Ausgenommen von der Übertragung wurden alle Gebiete, die bereits von christlichen Herrschern regiert wurden. Im Weiteren wurden allen Personen, die sich nicht an diese päpstliche Entscheidung hielten, Strafen angedroht.

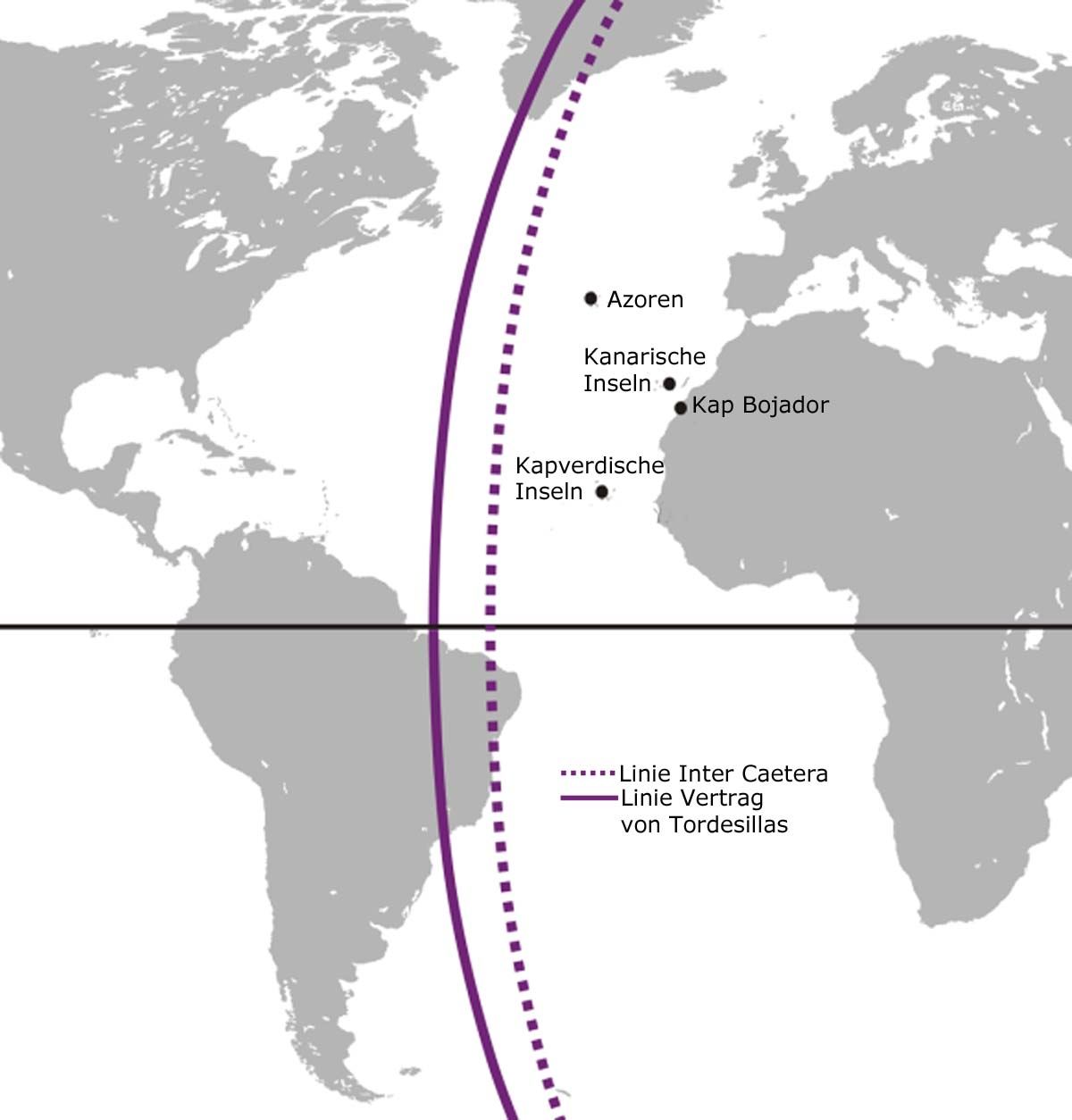
Grenzlinien nach Inter caetera 1493 und Vertrag von Tordesillas 1494

### Neuregelungen der Bulle Inter Caetera vom 4. Mai 1493
Die neue päpstliche Urkunde Inter Caetera, die das Datum vom 4. Mai 1493 trägt, war ein Ersatz für die vorherigen Bullen Inter Caetera und Eximiae devotionis vom 3. Mai 1493. Sie übernahm teilweise den Text dieser Urkunden. Eine der Erweiterung bestand darin, dass nicht nur die bisher und in Zukunft von Beauftragten König Ferdinands und Königin Isabellas entdeckten und zu entdeckenden Länder, dem König und der Königin von Kastilien und ihren Erben und Nachfolgern gegeben, gewährt und übertragen wurden, sondern alle Gebiete, die sich westlich einer Linie befanden, die in der Urkunde definiert wurde, unabhängig davon wer sie entdeckt.
Die Linie sollte vom Nordpol zum Südpol (constituendo lineam a polo Arctico ad polum Antarcticum) in einem Abstand von hundert Meilen in Richtung Westen und Süden (versus occidentem et meridiem) verlaufen und von irgendeiner der Inseln (qualibet insularum), die allgemein als Azoren und Kapverdische Inseln bekannt sind, einen Abstand von hundert Meilen haben. Die Probleme bei dieser Formulierung ergaben sich daraus, dass eine Linie von Pol zu Pol nicht in Richtung Westen und Süden verlaufen kann und die westlichste Azoreninsel erheblich weiter westlich liegt als die östlichste der Kapverdischen Inseln. Die Frage, wie dieses Problem zu lösen sei, hat viele Theologen, Historiker und Geografen beschäftigt. Grundsätzlich wurden die Überlegungen aber durch den Vertrag von Tordesillas überflüssig.

## Folgen
Der portugiesische König Johann war mit der Regelung nicht einverstanden. Er begann diplomatische Verhandlungen mit Königin Isabella und König Ferdinand. Diese Verhandlungen führten schließlich zum Vertrag von Tordesillas, der am 7. Juni 1494 abgeschlossen wurde. Der legte die Linie 370 Meilen westlich der westlichsten Kapverdischen Inseln fest.
Argentinien und Chile wurden 1810 von Spanien unabhängig. Ihrer Ansicht nach unterfiel die Antarktis und Antarktika nach der Regelung der Bulle Spanien zu. Nach dem uti-possiditis-Prinzip soll dieser Anspruch auf die beiden Staaten übergegangen seien. Beide Staaten begründen unter anderem auf diesen Umstand ihren Territorialanspruch auf den Kontinent. Diese Begründung wird jedoch mit Ausnahme der beiden Staaten nicht anerkannt.